# Francis Light
Capitano Francis Light (Dallinghoo, 1740 – Penang, 21 ottobre 1794) è stato un esploratore e ufficiale britannico, che ha fondato nel 1786 la colonia britannica di Penang e la sua capitale George Town.
Fu sposato con Martina Rozells dalla quale ebbe il figlio colonnello William Light, fondatore della città di Adelaide, in Australia.

## Biografia

### Infanzia, servizio nella Royal Navy e primi viaggi
Nato a Dallinghoo, piccolo villaggio del Suffolk nei pressi di Woodbridge, fu adottato e allevato dal nobile locale William Negus. Si imbarcò giovanissimo e a 14 anni era aiutante del medico di bordo su un vascello della Royal Navy. Il suo apprendistato nella Royal Navy ebbe inizio nel 1759, nel 1761 era un midshipman sulla HMS Arrogant e terminò il servizio militare nel 1763. Pare avesse ereditato una fortuna da Negus e altre tre persone e iniziò a viaggiare in Oriente

### Periodo a Thalang (Phuket)
Nel 1765 era in viaggio su una nave della Compagnia britannica delle Indie orientali diretta a Madras e Bombay.  In India gli venne affidato il comando di una "country ship" di un'azienda indiana, con la quale si diede al commercio con Aceh e la Penisola malese. Si trasferì quindi a vivere in Siam nell'isola di Thalang (detta anche Salang e Junk Ceylon), l'odierna Phuket, dove rimise a nuovo un ex trading post francese e diede maggiore impulso ai propri affari, imparando le lingue thai e malay e i costumi locali. Ebbe fitti rapporti con i malay, molti che a quel tempo popolavano Thalang e molti che venivano a scambiare i loro prodotti con lo stagno, in quel periodo largamente raccolto e venduto nell'isola.
Si fece apprezzare per le sue doti e per il carattere e strinse ottimi rapporti con importanti personalità thai, birmane e malay. Nel 1776–7, Light fece avere una grande fornitura di armi da fuoco al Regno di Thonburi, lo Stato con cui re Taksin aveva rifondato il Siam dopo la caduta del Regno di Ayutthaya. Tra le conoscenze di Light vi fu la famiglia del governatore di Thalang dopo la cui morte, nel 1785, avvisò la vedova Chan e la di lei sorella Muk dell'imminente attacco birmano, dando modo alle due donne di preparare la vittoriosa resistenza dell'isola contro gli invasori. Quell'anno Chan e la famiglia dell'ex governatore proposero invano l'elezione di Light a governatore di Thalang.

### Periodo a Kuala Kedah e Penang
In quegli anni Light si legò a Martina Rozells, donna di origini euro-asiatiche con la quale diede vita a un nuovo trading post nel porto di Kuala Kedah, capitale del Sultanato di Kedah. Nel 1765 era stato incaricato dalla Compagnia britannica delle Indie Orientali di allacciare relazioni commerciali nella penisola malese e ben presto si guadagnò un'influente posizione con il sultano Muhammad Jiwa Zainal Adilin II di Kedah. All'epoca il Sultanato era minacciato dal Siam (di cui era – controvoglia – uno Stato vassallo), dalla Birmania e da rivolte interne; il capitano propose al sultano di Kedah la protezione britannica e in cambio il sultano nel 1771 offrì l'isola di Penang che faceva parte del sultanato. Light sottopose l'offerta al governatore britannico in India Warren Hastings ma fu respinta in quanto i britannici non volevano interferire nelle dispute del sultanato e rifiutarono di garantire aiuti militari.
Light continuò così a curare i propri affari a Junk Ceylon. La guerra d'indipendenza americana con la definitiva cacciata dei britannici dopo la sconfitta nella battaglia di Yorktown del 1781 portò il governo di Londra a cercare nuovi territori da sfruttare. Alcuni anni dopo la Compagnia delle Indie Orientali chiese a Light di accettare la vecchia offerta del sultano per fare di Penang un porto dove riparare le navi britanniche e un avamposto commerciale sulla rotta tra l'India, l'arcipelago malese e la Cina. Come negli anni precedenti, i britannici non intendevano essere coinvolti nei conflitti della regione, quindi Light tornò a Kedah e fece vaghe promesse di aiuti al nuovo sultano Abdullah Mukarram Shah di Kedah che rimase deluso, ma dopo alcuni tentennamenti nel 1786 accettò di cedere Penang.
Nel luglio di quell'anno, Light e i suoi uomini sbarcarono sull'isola dove vivevano meno di 1.000 pescatori malesi; l'11 agosto 1986 innalzarono la bandiera britannica, prendendo formalmente possesso di Penang che fu ribattezzata "The Prince of Wales Island” (isola del principe di Galles, l'erede al trono britannico). Light fece subito disboscare la piana ricoperta da una fitta giungla attorno al capo nord-orientale dell'isola, dove sorse l'insediamento a cui fu dato il nome George Town in onore dell'allora re Giorgio III del Regno Unito. Provvide inoltre a fortificare subito l'insediamento facendo costruire Fort Cornwallis, che divenne il centro di aggregazione di un nuovo avamposto commerciale. Il nuovo governatore generale dell'India John Macpherson nominò Light primo governatore di Prince of Wales Island con la carica di sovrintendente per conto della Compagnia britannica delle Indie orientali, dando così inizio alla penetrazione britannica nella penisola malese.
In breve il Siam impose nuovamente su Kedah la propria suzerainity con l'uso della forza e i britannici non fornirono gli aiuti sperati dal sultano, che nel 1790 tentò quindi di attaccare e riprendersi Penang ma fu sconfitto dalle forze comandate dal capitano Light. L'anno dopo Kedah firmò un trattato di pace con i britannici, che si impegnarono a pagare al sultano 6.000 dollari spagnoli l'anno a titolo di indennizzo per i mancati commerci da Penang.